# Молебен

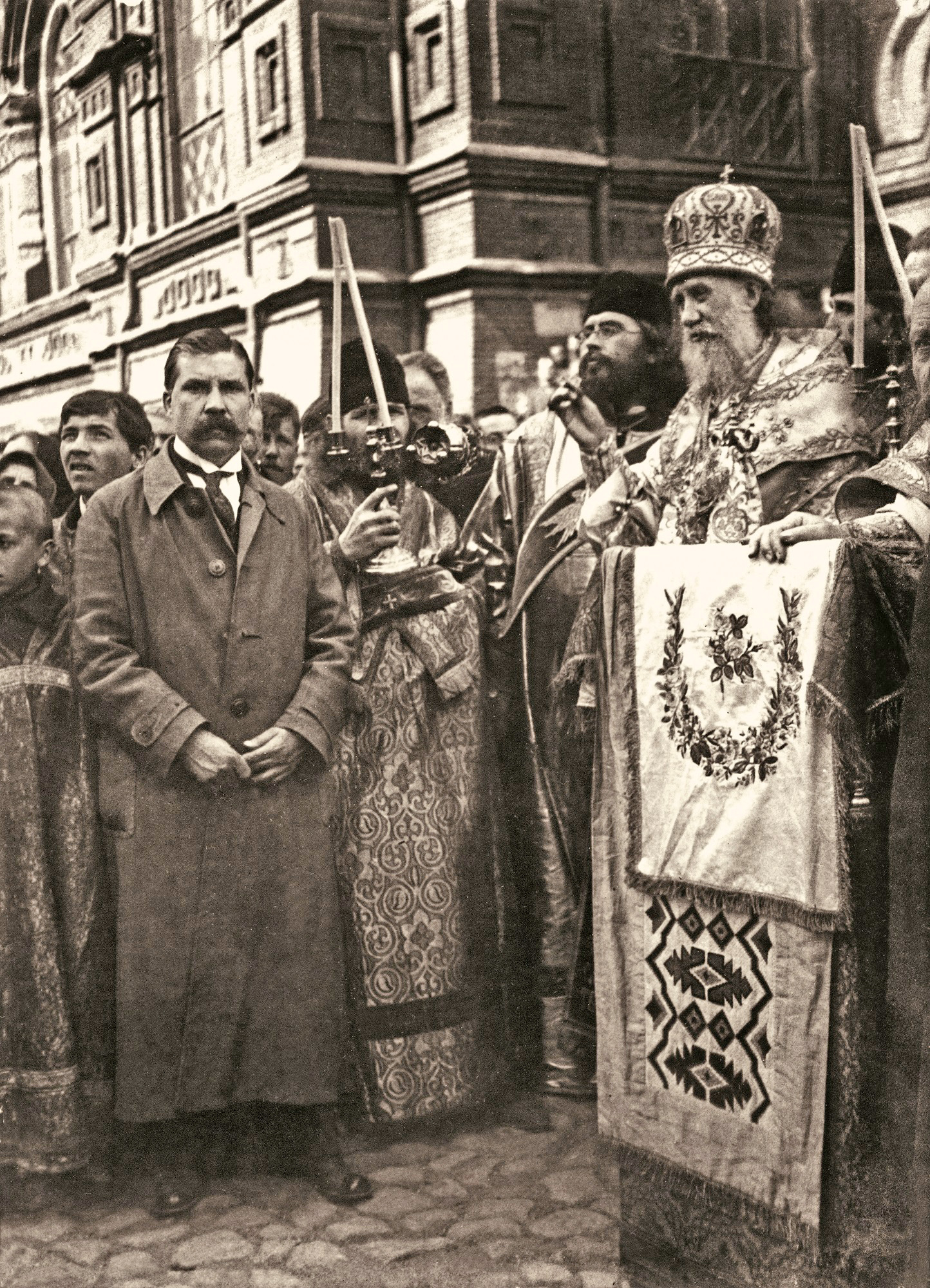
Патриарх Тихон совершает молебен у Никольских ворот на Красной площади. Москва. 22 мая 1918 года

Моле́бен, молебствие (церк. болг. — «молебный», «молитвенный») — краткое частное богослужение в Православной церкви просительного или благодарственного характера (благодарственный молебен) с молитвенным обращением к Богу, Богородице и православным святым. Обычно совершается на середине храма, но может и вне храма (на улицах, площадях, рынках, предприятиях и учреждениях, источниках, и даже на поле за городом) в связи с какими-либо событиями (землетрясения, наводнения, засухи, пожары, эпидемии, народные волнения, мятежи, нападений врагов или в благодарность за избавление от них) и памятными датами. Несколько молебнов могут объединяться в один общий.
По своей структуре молебен представляет собой сокращённый вариант утрени:
- Возглас священника: «Благословен Бог наш, всегда, ныне и присно, и во веки веков»
- Аминь. Слава Тебе, Боже наш, слава Тебе. «Царю небесный,..»
- Трисвятое по «Отче наш,..»
- «Господи помилуй» — 12 раз
- Краткое славословие
- «Приидите, поклонимся…» (тройное)
- Псалом
- Мирная ектения, дополняемая особыми прошениями
- «Бог Господь и явися нам,..» со своими стихами
- Тропарь/тропари
- Канон. В современной практике Русской православной церкви канон может совершаться не полностью, а ограничиваться пением одних лишь ирмосов канона, или же только припевов без тропарей. После 6-й песни канона вместо кондака с икосом может читаться целый акафист, а после него — Евангелие. Перед Евангелием может быть прокимен со стихом, Апостол, каждение и аллилуиарий со стихом
- «Достойно есть,..»
- Стихиры
- Сугубая ектения с возгласом
- Молитва, читаемая предстоятелем
- Отпуст
- «Тебя, Бога, хвалим,..»

Молебен может быть с водосвятием, с крестным ходом и с многолетием.